# EPrix van Shanghai 2024
De ePrix van Shanghai 2024 werd gehouden over twee races op 25 en 26 mei 2024 op het Shanghai International Circuit. Dit waren de elfde en twaalfde race van het tiende Formule E-seizoen.
De eerste race werd gewonnen door Jaguar-coureur Mitch Evans, die zijn tweede zege van het seizoen behaalde. Pascal Wehrlein werd voor Porsche tweede, terwijl de andere Jaguar-rijder Nick Cassidy derde werd.
De tweede race werd gewonnen door Porsche-coureur António Félix da Costa, die eveneens zijn tweede zege van het seizoen behaalde. Jake Hughes eindigde voor McLaren als tweede vanaf pole position, terwijl Andretti-rijder Norman Nato derde werd.

## Race 1

### Kwalificatie

#### Groepsfase
De top vier uit iedere groep kwalificeerde zich voor de knockoutfase.
Groep A
| Pos | No | Coureur            | Team             | Tijd     |
| --- | -- | ------------------ | ---------------- | -------- |
| 1   | 2  | Stoffel Vandoorne  | DS               | 1:14.242 |
| 2   | 22 | Oliver Rowland     | Nissan           | 1:14.252 |
| 3   | 17 | Norman Nato        | Andretti-Porsche | 1:14.300 |
| 4   | 9  | Mitch Evans        | Jaguar           | 1:14.307 |
| 5   | 37 | Nick Cassidy       | Jaguar           | 1:14.316 |
| 6   | 16 | Sébastien Buemi    | Envision-Jaguar  | 1:14.367 |
| 7   | 7  | Maximilian Günther | Maserati         | 1:14.384 |
| 8   | 11 | Lucas di Grassi    | Abt-Mahindra     | 1:14.384 |
| 9   | 33 | Dan Ticktum        | ERT              | 1:14.481 |
| 10  | 18 | Jehan Daruvala     | Maserati         | 1:14.494 |
| 11  | 23 | Sacha Fenestraz    | Nissan           | 1:14.520 |

Groep B
| Pos | No | Coureur                | Team             | Tijd     |
| --- | -- | ---------------------- | ---------------- | -------- |
| 1   | 5  | Jake Hughes            | McLaren-Nissan   | 1:14.140 |
| 2   | 25 | Jean-Éric Vergne       | DS               | 1:14.144 |
| 3   | 13 | António Félix da Costa | Porsche          | 1:14.241 |
| 4   | 94 | Pascal Wehrlein        | Porsche          | 1:14.246 |
| 5   | 4  | Robin Frijns           | Envision-Jaguar  | 1:14.336 |
| 6   | 1  | Jake Dennis            | Andretti-Porsche | 1:14.459 |
| 7   | 21 | Nyck de Vries          | Mahindra         | 1:14.523 |
| 8   | 51 | Nico Müller            | Abt-Mahindra     | 1:14.530 |
| 9   | 3  | Sérgio Sette Câmara    | ERT              | 1:14.580 |
| 10  | 8  | Sam Bird               | McLaren-Nissan   | 1:14.601 |
| 11  | 48 | Edoardo Mortara        | Mahindra         | 1:15.006 |

#### Knockoutfase
De combinatie letter/cijfer staat voor de groep waarin de betreffende coureur uitkwam en de positie die hij in deze groep behaalde.
|  | Kwartfinale            | Kwartfinale      |                  |          | Halve finale | Halve finale |  |  | Finale | Finale |
|  |                        |                  |                  |          |              |              |  |  |        |        |
|  |                        |                  |                  |          |              |              |  |  |        |        |
|  | A3-A2                  |                  |                  |          |              |              |  |  |        |        |
|  |                        |                  |                  |          |              |              |  |  |        |        |
|  | Norman Nato            | 1:13.824         |                  |          |              |              |  |  |        |        |
|  | Norman Nato            | 1:13.824         | K1-K2            |          |              |              |  |  |        |        |
|  | Oliver Rowland         | 1:13.756         |                  |          |              |              |  |  |        |        |
|  | Oliver Rowland         | 1:13.756         | Oliver Rowland   | 1:13.358 |              |              |  |  |        |        |
|  | A4-A1                  |                  | Oliver Rowland   | 1:13.358 |              |              |  |  |        |        |
|  |                        | Mitch Evans      | 1:13.359         |          |              |              |  |  |        |        |
|  | Mitch Evans            | Mitch Evans      | 1:13.359         | 1:13.565 |              |              |  |  |        |        |
|  | Mitch Evans            |                  | H1-H2            | 1:13.565 |              |              |  |  |        |        |
|  | Stoffel Vandoorne      | 1:13.861         |                  |          |              |              |  |  |        |        |
|  | Stoffel Vandoorne      | 1:13.861         | Oliver Rowland   | 1:13.360 |              |              |  |  |        |        |
|  | B3-B2                  |                  | Oliver Rowland   | 1:13.360 |              |              |  |  |        |        |
|  |                        | Jean-Éric Vergne | 1:13.322         |          |              |              |  |  |        |        |
|  | António Félix da Costa | Jean-Éric Vergne | 1:13.322         | 1:13.693 |              |              |  |  |        |        |
|  | António Félix da Costa | K3-K4            |                  | 1:13.693 |              |              |  |  |        |        |
|  | Jean-Éric Vergne       | 1:13.687         |                  |          |              |              |  |  |        |        |
|  | Jean-Éric Vergne       | 1:13.687         | Jean-Éric Vergne | 1:13.471 |              |              |  |  |        |        |
|  | B4-B1                  |                  | Jean-Éric Vergne | 1:13.471 |              |              |  |  |        |        |
|  |                        | Pascal Wehrlein  | 1:13.624         |          |              |              |  |  |        |        |
|  | Pascal Wehrlein        | Pascal Wehrlein  | 1:13.624         | 1:13.449 |              |              |  |  |        |        |
|  | Pascal Wehrlein        |                  |                  | 1:13.449 |              |              |  |  |        |        |
|  | Jake Hughes            | 1:13.483         |                  |          |              |              |  |  |        |        |
|  | Jake Hughes            | 1:13.483         |                  |          |              |              |  |  |        |        |

#### Startopstelling
| Pos | No | Coureur                | Team             |
| --- | -- | ---------------------- | ---------------- |
| 1   | 25 | Jean-Éric Vergne       | DS               |
| 2   | 22 | Oliver Rowland         | Nissan           |
| 3   | 9  | Mitch Evans            | Jaguar           |
| 4   | 94 | Pascal Wehrlein        | Porsche          |
| 5   | 5  | Jake Hughes            | McLaren-Nissan   |
| 6   | 13 | António Félix da Costa | Porsche          |
| 7   | 17 | Norman Nato            | Andretti-Porsche |
| 8   | 2  | Stoffel Vandoorne      | DS               |
| 9   | 4  | Robin Frijns           | Envision-Jaguar  |
| 10  | 37 | Nick Cassidy           | Jaguar           |
| 11  | 1  | Jake Dennis            | Andretti-Porsche |
| 12  | 16 | Sébastien Buemi        | Envision-Jaguar  |
| 13  | 21 | Nyck de Vries          | Mahindra         |
| 14  | 7  | Maximilian Günther     | Maserati         |
| 15  | 51 | Nico Müller            | Abt-Mahindra     |
| 16  | 11 | Lucas di Grassi        | Abt-Mahindra     |
| 17  | 3  | Sérgio Sette Câmara    | ERT              |
| 18  | 33 | Dan Ticktum            | ERT              |
| 19  | 8  | Sam Bird               | McLaren-Nissan   |
| 20  | 18 | Jehan Daruvala         | Maserati         |
| 21  | 48 | Edoardo Mortara        | Mahindra         |
| 22  | 23 | Sacha Fenestraz        | Nissan           |

### Race
| Pos | No | Coureur                | Team             | Rondes | Tijd/Oorzaak uitval | Grid | Punten |
| --- | -- | ---------------------- | ---------------- | ------ | ------------------- | ---- | ------ |
| 1   | 9  | Mitch Evans            | Jaguar           | 29     | 38:03.434           | 3    | 25     |
| 2   | 94 | Pascal Wehrlein        | Porsche          | 29     | +0.796              | 4    | 18     |
| 3   | 37 | Nick Cassidy           | Jaguar           | 29     | +1.498              | 10   | 15     |
| 4   | 22 | Oliver Rowland         | Nissan           | 29     | +1.743              | 2    | 12     |
| 5   | 1  | Jake Dennis            | Andretti-Porsche | 29     | +2.361              | 11   | 11     |
| 6   | 25 | Jean-Éric Vergne       | DS               | 29     | +2.599              | 1    | 11     |
| 7   | 21 | Nyck de Vries          | Mahindra         | 29     | +2.818              | 13   | 6      |
| 8   | 16 | Sébastien Buemi        | Envision-Jaguar  | 29     | +3.610              | 12   | 4      |
| 9   | 2  | Stoffel Vandoorne      | DS               | 29     | +4.095              | 8    | 2      |
| 10  | 11 | Lucas di Grassi        | Abt-Mahindra     | 29     | +4.397              | 16   | 1      |
| 11  | 23 | Sacha Fenestraz        | Nissan           | 29     | +4.791              | 22   |        |
| 12  | 4  | Robin Frijns           | Envision-Jaguar  | 29     | +5.083              | 9    |        |
| 13  | 3  | Sérgio Sette Câmara    | ERT              | 29     | +5.425              | 17   |        |
| 14  | 17 | Norman Nato            | Andretti-Porsche | 29     | +5.793              | 7    |        |
| 15  | 51 | Nico Müller            | Abt-Mahindra     | 29     | +6.178              | 15   |        |
| 16  | 5  | Jake Hughes            | McLaren-Nissan   | 29     | +6.566              | 5    |        |
| 17  | 8  | Sam Bird               | McLaren-Nissan   | 29     | +6.944              | 19   |        |
| 18  | 13 | António Félix da Costa | Porsche          | 29     | +7.165              | 6    |        |
| 19  | 18 | Jehan Daruvala         | Maserati         | 29     | +7.372              | 20   |        |
| 20  | 33 | Dan Ticktum            | ERT              | 29     | +7.688              | 18   |        |
| 21  | 7  | Maximilian Günther     | Maserati         | 29     | +13.165             | 14   |        |
| DNF | 48 | Edoardo Mortara        | Mahindra         | 16     | Schade ongeluk      | 21   |        |

## Race 2

### Kwalificatie

#### Groepsfase
De top vier uit iedere groep kwalificeerde zich voor de knockoutfase.
Groep A
| Pos | No | Coureur            | Team             | Tijd     |
| --- | -- | ------------------ | ---------------- | -------- |
| 1   | 22 | Oliver Rowland     | Nissan           | 1:14.629 |
| 2   | 2  | Stoffel Vandoorne  | DS               | 1:14.642 |
| 3   | 37 | Nick Cassidy       | Jaguar           | 1:14.650 |
| 4   | 21 | Nyck de Vries      | Mahindra         | 1:14.654 |
| 5   | 7  | Maximilian Günther | Maserati         | 1:14.672 |
| 6   | 23 | Sacha Fenestraz    | Nissan           | 1:14.735 |
| 7   | 1  | Jake Dennis        | Andretti-Porsche | 1:14.771 |
| 8   | 18 | Jehan Daruvala     | Maserati         | 1:14.792 |
| 9   | 33 | Dan Ticktum        | ERT              | 1:14.809 |
| 10  | 4  | Robin Frijns       | Envision-Jaguar  | 1:14.944 |
| 11  | 16 | Sébastien Buemi    | Envision-Jaguar  | 1:14.949 |

Groep B
| Pos | No | Coureur                | Team             | Tijd     |
| --- | -- | ---------------------- | ---------------- | -------- |
| 1   | 5  | Jake Hughes            | McLaren-Nissan   | 1:14.308 |
| 2   | 13 | António Félix da Costa | Porsche          | 1:14.536 |
| 3   | 9  | Mitch Evans            | Jaguar           | 1:14.585 |
| 4   | 17 | Norman Nato            | Andretti-Porsche | 1:14.618 |
| 5   | 25 | Jean-Éric Vergne       | DS               | 1:14.631 |
| 6   | 8  | Sam Bird               | McLaren-Nissan   | 1:14.725 |
| 7   | 94 | Pascal Wehrlein        | Porsche          | 1:14.732 |
| 8   | 3  | Sérgio Sette Câmara    | ERT              | 1:14.771 |
| 9   | 51 | Nico Müller            | Abt-Mahindra     | 1:14.832 |
| 10  | 11 | Lucas di Grassi        | Abt-Mahindra     | 1:14.865 |
| 11  | 48 | Edoardo Mortara        | Mahindra         | 1:14.877 |

#### Knockoutfase
De combinatie letter/cijfer staat voor de groep waarin de betreffende coureur uitkwam en de positie die hij in deze groep behaalde.
|  | Kwartfinale            | Kwartfinale   |                        |          | Halve finale | Halve finale |  |  | Finale | Finale |
|  |                        |               |                        |          |              |              |  |  |        |        |
|  |                        |               |                        |          |              |              |  |  |        |        |
|  | A3-A2                  |               |                        |          |              |              |  |  |        |        |
|  |                        |               |                        |          |              |              |  |  |        |        |
|  | Nick Cassidy           | 1:13.672      |                        |          |              |              |  |  |        |        |
|  | Nick Cassidy           | 1:13.672      | K1-K2                  |          |              |              |  |  |        |        |
|  | Stoffel Vandoorne      | 1:13.666      |                        |          |              |              |  |  |        |        |
|  | Stoffel Vandoorne      | 1:13.666      | Stoffel Vandoorne      | 1:13.854 |              |              |  |  |        |        |
|  | A4-A1                  |               | Stoffel Vandoorne      | 1:13.854 |              |              |  |  |        |        |
|  |                        | Nyck de Vries | 1:14.080               |          |              |              |  |  |        |        |
|  | Nyck de Vries          | Nyck de Vries | 1:14.080               | 1:13.817 |              |              |  |  |        |        |
|  | Nyck de Vries          |               | H1-H2                  | 1:13.817 |              |              |  |  |        |        |
|  | Oliver Rowland         | 1:14.009      |                        |          |              |              |  |  |        |        |
|  | Oliver Rowland         | 1:14.009      | Stoffel Vandoorne      | 1:13.922 |              |              |  |  |        |        |
|  | B3-B2                  |               | Stoffel Vandoorne      | 1:13.922 |              |              |  |  |        |        |
|  |                        | Jake Hughes   | 1:13.921               |          |              |              |  |  |        |        |
|  | Mitch Evans            | Jake Hughes   | 1:13.921               | 1:13.888 |              |              |  |  |        |        |
|  | Mitch Evans            | K3-K4         |                        | 1:13.888 |              |              |  |  |        |        |
|  | António Félix da Costa | 1:13.752      |                        |          |              |              |  |  |        |        |
|  | António Félix da Costa | 1:13.752      | António Félix da Costa | 1:13.980 |              |              |  |  |        |        |
|  | B4-B1                  |               | António Félix da Costa | 1:13.980 |              |              |  |  |        |        |
|  |                        | Jake Hughes   | 1:13.846               |          |              |              |  |  |        |        |
|  | Norman Nato            | Jake Hughes   | 1:13.846               | 1:13.909 |              |              |  |  |        |        |
|  | Norman Nato            |               |                        | 1:13.909 |              |              |  |  |        |        |
|  | Jake Hughes            | 1:13.836      |                        |          |              |              |  |  |        |        |
|  | Jake Hughes            | 1:13.836      |                        |          |              |              |  |  |        |        |

#### Startopstelling
| Pos | No | Coureur                | Team             |
| --- | -- | ---------------------- | ---------------- |
| 1   | 5  | Jake Hughes            | McLaren-Nissan   |
| 2   | 2  | Stoffel Vandoorne      | DS               |
| 3   | 13 | António Félix da Costa | Porsche          |
| 4   | 21 | Nyck de Vries          | Mahindra         |
| 5   | 37 | Nick Cassidy           | Jaguar           |
| 6   | 9  | Mitch Evans            | Jaguar           |
| 7   | 17 | Norman Nato            | Andretti-Porsche |
| 8   | 22 | Oliver Rowland         | Nissan           |
| 9   | 25 | Jean-Éric Vergne       | DS               |
| 10  | 7  | Maximilian Günther     | Maserati         |
| 11  | 8  | Sam Bird               | McLaren-Nissan   |
| 12  | 23 | Sacha Fenestraz        | Nissan           |
| 13  | 94 | Pascal Wehrlein        | Porsche          |
| 14  | 1  | Jake Dennis            | Andretti-Porsche |
| 15  | 3  | Sérgio Sette Câmara    | ERT              |
| 16  | 18 | Jehan Daruvala         | Maserati         |
| 17  | 51 | Nico Müller            | Abt-Mahindra     |
| 18  | 33 | Dan Ticktum            | ERT              |
| 19  | 11 | Lucas di Grassi        | Abt-Mahindra     |
| 20  | 4  | Robin Frijns           | Envision-Jaguar  |
| 21  | 48 | Edoardo Mortara        | Mahindra         |
| 22  | 16 | Sébastien Buemi        | Envision-Jaguar  |

### Race
| Pos | No | Coureur                | Team             | Rondes | Tijd/Oorzaak uitval | Grid | Punten |
| --- | -- | ---------------------- | ---------------- | ------ | ------------------- | ---- | ------ |
| 1   | 13 | António Félix da Costa | Porsche          | 28     | 36:04.600           | 3    | 25     |
| 2   | 5  | Jake Hughes            | McLaren-Nissan   | 28     | +0.612              | 1    | 21     |
| 3   | 17 | Norman Nato            | Andretti-Porsche | 28     | +1.122              | 7    | 16     |
| 4   | 37 | Nick Cassidy           | Jaguar           | 28     | +2.215              | 5    | 12     |
| 5   | 9  | Mitch Evans            | Jaguar           | 28     | +3.167              | 6    | 10     |
| 6   | 2  | Stoffel Vandoorne      | DS               | 28     | +3.861              | 2    | 8      |
| 7   | 25 | Jean-Éric Vergne       | DS               | 28     | +4.374              | 9    | 6      |
| 8   | 7  | Maximilian Günther     | Maserati         | 28     | +5.077              | 10   | 4      |
| 9   | 4  | Robin Frijns           | Envision-Jaguar  | 28     | +7.846              | 20   | 2      |
| 10  | 22 | Oliver Rowland         | Nissan           | 28     | +8.840              | 8    | 1      |
| 11  | 1  | Jake Dennis            | Andretti-Porsche | 28     | +9.634              | 14   |        |
| 12  | 16 | Sébastien Buemi        | Envision-Jaguar  | 28     | +10.143             | 22   |        |
| 13  | 48 | Edoardo Mortara        | Mahindra         | 28     | +11.423             | 21   |        |
| 14  | 23 | Sacha Fenestraz        | Nissan           | 28     | +12.280             | 12   |        |
| 15  | 51 | Nico Müller            | Abt-Mahindra     | 28     | +12.751             | 17   |        |
| 16  | 21 | Nyck de Vries          | Mahindra         | 28     | +13.102             | 4    |        |
| 17  | 18 | Jehan Daruvala         | Maserati         | 28     | +15.973             | 16   |        |
| 18  | 3  | Sérgio Sette Câmara    | ERT              | 28     | +16.419             | 15   |        |
| 19  | 11 | Lucas di Grassi        | Abt-Mahindra     | 28     | +50.057             | 19   |        |
| 20  | 94 | Pascal Wehrlein        | Porsche          | 28     | +1:01.675           | 13   |        |
| 21  | 33 | Dan Ticktum            | ERT              | 28     | +1:24.415           | 18   |        |
| DNF | 8  | Sam Bird               | McLaren-Nissan   | 18     | Schade ongeluk      | 11   |        |

## Tussenstanden wereldkampioenschap

### Coureurs
| Positie | No. | Rijder                 | Team             | Punten |
| ------- | --- | ---------------------- | ---------------- | ------ |
| 01      | 37  | Nick Cassidy           | Jaguar           | 167    |
| 02      | 94  | Pascal Wehrlein        | Porsche          | 142    |
| 03      | 9   | Mitch Evans            | Jaguar           | 132    |
| 04      | 22  | Oliver Rowland         | Nissan           | 131    |
| 05      | 1   | Jake Dennis            | Andretti-Porsche | 113    |
| 06      | 25  | Jean-Éric Vergne       | DS               | 103    |
| 07      | 13  | António Félix da Costa | Porsche          | 84     |
| 08      | 7   | Maximilian Günther     | Maserati         | 69     |
| 09      | 2   | Stoffel Vandoorne      | DS               | 53     |
| 10      | 5   | Jake Hughes            | McLaren-Nissan   | 46     |

### Teams
| Positie | Team             | Punten |
| ------- | ---------------- | ------ |
| 01      | Jaguar           | 299    |
| 02      | Porsche          | 226    |
| 03      | Nissan           | 157    |
| 04      | DS               | 154    |
| 05      | Andretti-Porsche | 153    |
| 06      | McLaren-Nissan   | 89     |
| 07      | Maserati         | 77     |
| 08      | Envision-Jaguar  | 49     |
| 09      | ERT              | 23     |
| 10      | Abt-Mahindra     | 20     |

### Constructeurs
| Pos. | Constructeur | Punten |
| ---- | ------------ | ------ |
| 01   | Porsche      | 338    |
| 02   | Jaguar       | 328    |
| 03   | Nissan       | 236    |
| 04   | Stellantis   | 213    |
| 05   | Mahindra     | 33     |
| 06   | ERT          | 23     |